# Ateralphus senilis
Ateralphus senilis là một loài bọ cánh cứng trong họ Cerambycidae.